# Mandat imperatywny
Mandat imperatywny – rodzaj mandatu przedstawiciela. Zakłada on, że przedstawiciel reprezentuje swoich wyborców i powinien wykonywać ich zalecenia. Można go odwołać, gdy nie wywiązuje się ze swoich zobowiązań. Mandat imperatywny występował np. w polskim Sejmie w czasach demokracji szlacheckiej. Dziś rzadko stosowany, mandat imperatywny mają np. deputowani do Bundesratu. Przeciwieństwo mandatu wolnego.